# 565 (tal)
565 är det naturliga heltal som följer 564 och följs av 566.

## Matematiska egenskaper
- 565 är ett udda tal.
- 565 är ett semiprimtal[1].
- 565 är ett defekt tal.
- 565 är ett sammansatt tal.
- 565 är ett glatt tal.

## Inom vetenskapen
- 565 Marbachia, en asteroid.